# Clube Desportivo de Tondela
El Clube Desportivo de Tondela és un club de futbol portuguès de la ciutat de Tondela.

## Història
El club va ser fundat el 6 de juny de 1933, amb la fusió de Tondela Football Club, fundat el 1925, i Operário Atlético Clube, fundat el 1932. L'any 2012 jugà per primer cop a la segona divisió (Liga de Honra). La temporada 2014-15 guanyà el campionat de segona divisió, assolint el seu primer ascens a primera.

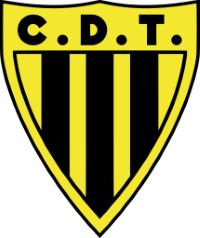
Tondela primer escut

## Palmarès
- Segona divisió portuguesa de futbol: 
  - 2014-15
- Tercera divisió portuguesa de futbol: 
  - 2008-09
- AF Viseu Liga de Honra: 5
  - 1940-41, 1941-42, 1949-50, 1985-86, 2004-05
- AF Viseu Primeira Divisão: 
  - 1951-52, 1963-64, 1972-73
- Taça AF Viseu:
  - 2003-04, 2004-05

Font: